# Rátold
A Rátold a germán eredetű Ratold, Ratolt nevek régi magyar formája, jelentése tanács(adó) + uralkodó, tevékeny.

## Gyakorisága
Az 1990-es években szórványos név, a 2000-es években nem szerepel a 100 leggyakoribb férfinév között.

## Névnapok
- november 2.[2]